# Paul Gennrich
Paul Johannes Gennrich (* 15. Dezember 1865 in Zachan; † 1. Februar 1946 in Wernigerode) war ein deutscher evangelischer Theologe und Generalsuperintendent.

## Leben
Nach Studium, Promotion und Habilitation war Paul Gennrich von 1896 bis 1899 Privatdozent an der Theologischen Fakultät der Universität Berlin. Während seines Studiums wurde er 1883 Mitglied der Sängerschaft Germania Berlin, später auch der Sängerschaft Altpreußen zu Königsberg (Deutsche Sängerschaft). Anschließend wurde er von der Preußischen Landeskirche zum Gründungsdirektor des evangelischen Predigerseminars in Dembowalonka bei Briesen (Westpreußen) berufen. Im Jahre 1906 wurde er Konsistorialrat in Berlin. Seine Aufgabe war die Entlastung des Generalsuperintendenten von Berlin von administrativen Aufgaben. Im Oktober 1907 wurde er Professor für Praktische Theologie an der Universität Breslau und Universitätsprediger. Im Nebenamt war er Konsistorialrat bei der Kirchenprovinz Schlesien. Im Jahre 1911 wurde er Generalsuperintendent des Südostsprengels der Kirchenprovinz Sachsen.
Im Jahre 1917 wurde er Generalsuperintendent der Kirchenprovinz Ostpreußen. In dieser Funktion berief er den späteren Generalsuperintendenten der Kurmark Walter Braun mit Sitz in Potsdam als Pfarrer 1921 an die  Kirche von Kaukehmen. Neben der Leitung des Konsistoriums bekleidete er die Stelle des Ersten Hofpredigers an der Königsberger Schlosskirche. Gleichzeitig übernahm er eine Honorarprofessur für Hymnologie an der Theologischen Fakultät der Albertus-Universität. Er war maßgeblich an der Gründung der Evangelischen Kirchenmusikschule in Königsberg beteiligt.
Nachdem Gennrich sich 1933 öffentlich für Friedrich von Bodelschwingh als Reichsbischof der Deutschen Evangelischen Kirche ausgesprochen hatte, wurde er gemeinsam mit sieben weiteren Generalsuperintendenten zum 1. Juli 1933 durch den Staatskommissar für die preußischen Landeskirchen August Jäger seines Amtes enthoben und in den Ruhestand versetzt. Seine letzten Lebensjahre verbrachte er in Wernigerode.